# Boxer (álbum)
Boxer é o quarto álbum de estúdio da banda The National, lançado em 22 de Maio de 2007.
O álbum estreou no nº 68 da Billboard 200, com vendas superiores a 9500 cópias na primeira semana.
| Críticas profissionais                                                      | Críticas profissionais |
| Avaliações da crítica                                                       | Avaliações da crítica  |
| Fonte                                                                       | Avaliação              |
| --------------------------------------------------------------------------- | ---------------------- |
| allmusic                                                                    | [ 3 ]                  |
| Pitchfork Media                                                             | (8.6/10)               |
| PopMatters                                                                  | (9/10)                 |
| Rolling Stone                                                               | [ 6 ]                  |
| Slant Magazine                                                              | [ 7 ]                  |
| Stylus                                                                      | (A)                    |
| Tiny Mix Tapes                                                              | [ 9 ]                  |
| Esta tabela precisa de ser acompanhada por texto em prosa. Consulte o guia. |                        |

## Faixas
Todas as faixas escritas e compostas por The National, exceto onde anotado. 
| N.º | Título                   | Compositor(es)             | Duração |  |
| 1.  | "Fake Empire"            |                            | 3:25    |  |
| 2.  | "Mistaken for Strangers" |                            | 3:30    |  |
| 3.  | "Brainy"                 | The National, Carin Besser | 3:18    |  |
| 4.  | "Squalor Victoria"       |                            | 2:59    |  |
| 5.  | "Green Gloves"           |                            | 3:39    |  |
| 6.  | "Slow Show"              |                            | 4:08    |  |
| 7.  | "Apartment Story"        |                            | 3:32    |  |
| 8.  | "Start a War"            |                            | 3:16    |  |
| 9.  | "Guest Room"             |                            | 3:18    |  |
| 10. | "Racing Like a Pro"      |                            | 3:23    |  |
| 11. | "Ada"                    | The National, Carin Besser | 4:03    |  |
| 12. | "Gospel"                 | The National, Carin Besser | 4:29    |  |

| Japanese CD and iTunes bonus tracks |               |         |  |
| N.º                                 | Título        | Duração |  |
| 13.                                 | "Blank Slate" | 3:17    |  |
| 14.                                 | "Santa Clara" | 4:06    |  |

## Desempenho nas paradas musicais
| Parada musical (1992)                   | Posição |
| --------------------------------------- | ------- |
| Estados Unidos - Billboard 200          | 68      |
| Estados Unidos - Top Independent Albums | 5       |
| Estados Unidos - Top Internet Albums    | 175     |